# Матысек, Адам
Адам Матысек (пол. Adam Matysek; род. 19 июля 1968, Пекары-Слёнске) — польский футболист, игравший на позиции вратаря.

## Клубная карьера
В высшем польском дивизионе дебютировал в 1989 выступлениям за «Шлёнск», в котором провел четыре сезона, приняв участие в 110 матчах чемпионата.
Летом 1993 года, после вылета команды во второй дивизион, Матысек отправился в Германию, где играл во Второй Бундеслиге за клубы «Фортуна» (Кельн) и «Гютерсло». Там он стал одним из лучших вратарей и в 1998 году был приглашен в клуб высшего немецкого дивизиона «Байер 04». Здесь Адам сразу вытеснил из основы многолетнего вратаря Дирка Хейнена и сыграл в сезоне 1998/99 все матчи в чемпионате и стал вице-чемпионом Германии. Во втором сезоне после неудачных игр в Лиге чемпионов против «Лацио» и киевского «Динамо», на непродолжительное время место в воротах занял австралиец Франк Юрич, но Матысек вернул себе первый номер и снова с командой стал вице-чемпионом. В сезоне 2000/01 Адам получил травму и проиграл конкуренцию швейцарцу Цубербюлеру. По окончании сезона Матысек вернулся в Польшу, сыграв 118 матчей в Второй Бундеслиге и 78 в Бундеслиге.
В течение 2001—2002 годов защищал цвета клуба «Заглембе» (Любин), после чего в том же году завершил профессиональную игровую карьеру в клубе «Радомско». В целом, он сыграл 136 игр в высшем дивизионе Польши.

## Международная карьера
3 декабря 1991 дебютировал за состав национальной сборной Польши в товарищеской игре против Египта. В конце XX века он был главным вратарем польской сборной. В марте 2001 года в отборочном матче на чемпионат мира против Норвегии в Осло он стал одним из героев матча и помог команде победить со счётом 3:2. Однако на 65-й минуте матча вратарь получил травму плеча, что повлияло на его дальнейшую карьеру. Вернувшись к игре, он не вернулся к своей прежней форме и с тех пор сыграл только в двух матчах за сборную.
В составе сборной был участником чемпионата мира 2002 года в Японии и Южной Корее, но на поле не выходил, уступив место в воротах более молодому Ежи Дудеку. В течение карьеры в национальной команде, которая длилась 12 лет, провел в форме главной команды страны 34 матча, пропустив 23 голов.

## Карьера тренера
С 1 июля 2005 по июль 2014 Адам Матысек работал тренером вратарей в немецком клубе «Нюрнберг», пока он не расторг контракт по личным причинам.
С ноября 2016 по февраль 2018 являлся спортивным директором клуба «Шлёнск».

## Личная жизнь
У него есть жена Эльжбета и две дочери: Александра и Наталья.